# Кватернионный анализ
Кватернионный анализ — это раздел математики, изучающий регулярные кватернионнозначные функции кватернионного переменного. Из-за некоммутативности алгебры кватернионов существуют различные неравносильные подходы к определению регулярных кватернионных функций. В данной статье будет рассматриваться, в основном, подход Фютера.

## Определение регулярной функции
Рассмотрим оператор
{\displaystyle {\bar {\partial }}={\frac {\partial }{\partial {\bar {q}}}}={\frac {\partial }{\partial t}}+{\vec {i}}{\frac {\partial }{\partial x}}+{\vec {j}}{\frac {\partial }{\partial y}}+{\vec {k}}{\frac {\partial }{\partial z}}}
Функция кватернионного переменного {\displaystyle f\colon \mathbb {H} \to \mathbb {H} } называется регулярной, если
{\displaystyle {\bar {\partial }}f=0}

## Гармонические функции
Пусть {\displaystyle {\bar {\partial }}f=0}, тогда и {\displaystyle \partial {\bar {\partial }}f=0}. Несложно проверить, что оператор {\displaystyle \partial {\bar {\partial }}} имеет вид
{\displaystyle \partial {\bar {\partial }}={\frac {\partial ^{2}}{\partial t^{2}}}+{\frac {\partial ^{2}}{\partial x^{2}}}+{\frac {\partial ^{2}}{\partial y^{2}}}+{\frac {\partial ^{2}}{\partial z^{2}}}=\Delta _{4}}
и совпадает с оператором Лапласа в {\displaystyle \mathbb {R} ^{4}}. Таким образом, все компоненты регулярной кватернионной функции являются гармоническими функциями в {\displaystyle \mathbb {R} ^{4}}. Обратно, можно показать, что для любой гармонической функции {\displaystyle \tau \colon \mathbb {R} ^{4}\to \mathbb {R} } существует регулярная кватернионная функция {\displaystyle f} такая, что {\displaystyle \tau =\operatorname {Scal} \,f}. Из свойств гармонических функций сразу следуют многие свойства регулярных кватернионных функций, в частности, принцип максимума.

## Некоторые применения
Кватернионы активно применяются для расчёта трёхмерной графики в компьютерных играх

## Дифференцирование отображений
Пусть {\displaystyle y=f(x)} — функция, определённая на теле кватернионов.
Мы можем определить понятие левой производной {\displaystyle y'_{l}} в точке {\displaystyle x=a}
как такое число, что
{\displaystyle f(x)-f(a)=y'_{l}(x-a)+o(x-a)}
где {\displaystyle o(h)} — бесконечно малая от {\displaystyle h} , то есть
{\displaystyle \lim _{h\to 0}{\frac {|o(h)|}{|h|}}=0} .
Множество функций, которые имеют левую производную, ограничено.
Например, такие функции, как
{\displaystyle y=axb}
{\displaystyle y=x^{2}}
не имеют левой производной.
Рассмотрим приращение этих функций более внимательно.
{\displaystyle a(x+h)b-axb=ahb}
{\displaystyle (x+h)^{2}-x^{2}=xh+hx+h^{2}}
Нетрудно убедиться, что выражения
{\displaystyle ahb} и {\displaystyle xh+hx}
являются линейными функциями кватерниона {\displaystyle h}.
Это наблюдение является основанием
для следующего определения.
Непрерывное отображение
{\displaystyle f:\mathbb {H} \rightarrow \mathbb {H} }
называется дифференцируемым
на множестве {\displaystyle U\subset \mathbb {H} },
если в каждой точке {\displaystyle x\in U}
изменение отображения {\displaystyle f} может быть представлено в виде
{\displaystyle f(x+h)-f(x)={\frac {df(x)}{dx}}\circ h+o(h)}
где
{\displaystyle {\frac {df(x)}{dx}}:\mathbb {H} \rightarrow \mathbb {H} }
линейное отображение алгебры кватернионов {\displaystyle \mathbb {H} } и
{\displaystyle o:\mathbb {H} \rightarrow \mathbb {H} }
такое непрерывное отображение, что
{\displaystyle \lim _{a\rightarrow 0}{\frac {|o(a)|}{|a|}}=0}
Линейное отображение
{\displaystyle {\frac {df(x)}{dx}}}
называется производной отображения {\displaystyle f}.
Производная может быть представлена в
виде
{\displaystyle {\frac {df(x)}{dx}}={\frac {d_{s0}f(x)}{dx}}\otimes {\frac {d_{s1}f(x)}{dx}}}
Соответственно дифференциал отображения {\displaystyle f} имеет вид
{\displaystyle df={\frac {df(x)}{dx}}\circ dx=\left({\frac {d_{s0}f(x)}{dx}}\otimes {\frac {d_{s1}f(x)}{dx}}\right)\circ dx={\frac {d_{s0}f(x)}{dx}}dx{\frac {d_{s1}f(x)}{dx}}}
Здесь предполагается суммирование по индексу {\displaystyle s}. Число слагаемых
зависит от выбора функции {\displaystyle f}. Выражения
{\displaystyle {\frac {d_{s0}df(x)}{dx}},{\frac {d_{s1}f(x)}{dx}}}
называются компонентами производной.
Производная удовлетворяет равенствам
{\displaystyle {\frac {d(f(x)+g(x))}{dx}}={\frac {df(x)}{dx}}+{\frac {dg(x)}{dx}}}
{\displaystyle {\frac {df(x)g(x)}{dx}}={\frac {df(x)}{dx}}\ g(x)+f(x)\ {\frac {dg(x)}{dx}}}
{\displaystyle {\frac {df(x)g(x)}{dx}}\circ h=\left({\frac {df(x)}{dx}}\circ h\right)\ g(x)+f(x)\left({\frac {dg(x)}{dx}}\circ h\right)}
{\displaystyle {\frac {daf(x)b}{dx}}=a\ {\frac {df(x)}{dx}}\ b}
{\displaystyle {\frac {daf(x)b}{dx}}\circ h=a\left({\frac {df(x)}{dx}}\circ h\right)b}
Если {\displaystyle y=axb}, то производная имеет вид
{\displaystyle {\frac {daxb}{dx}}=a\otimes b,dy={\frac {daxb}{dx}}\circ dx=a\,dx\,b}
{\displaystyle {\frac {d_{10}axb}{dx}}=a,{\frac {d_{11}axb}{dx}}=b}
Если {\displaystyle y=x^{2}}, то производная имеет вид
{\displaystyle {\frac {dx^{2}}{dx}}=x\otimes 1+1\otimes x,dy={\frac {dx^{2}}{dx}}\circ dx=x\,dx+dx\,x}
и компоненты производной имеют вид
{\displaystyle {\frac {d_{10}x^{2}}{dx}}=x,{\frac {d_{11}x^{2}}{dx}}=1}
{\displaystyle {\frac {d_{20}x^{2}}{dx}}=1,{\frac {d_{21}x^{2}}{dx}}=x}
Если {\displaystyle y=x^{-1}}, то производная имеет вид
{\displaystyle {\frac {dx^{-1}}{dx}}=-x^{-1}\otimes x^{-1},dy={\frac {dx^{-1}}{dx}}\circ dx=-x^{-1}dx\,x^{-1}}
и компоненты производной имеют вид
{\displaystyle {\frac {d_{10}x^{-1}}{dx}}=-x^{-1},{\frac {d_{11}x^{-1}}{dx}}=x^{-1}}